# Єщенко Володимир Дмитрович
Володи́мир (Вади́м) Дми́трович Є́щенко (1878 — ?) — Генеральний секретар (міністр) шляхів сполучень УНР.

## З життєпису

До 1917 працював начальником на Лівобережній залізниці (Харків). Прихильник поглядів Миколи Міхновського, що залучив його до політичної роботи в УНП. У травні 1917 на 1 Всеукраїнському з'їзді залізничників у Харкові обраний головою об'єднаної ради залізниць. За часів УНР — Генеральний секретар (з листопада 1917), міністр (січень-кінець січня та кінець квітня 1918) шляхів сполучень. На посадах, крім галузевих, активно захищав і загальні інтереси, так, після ультиматуму Раднаркому РСФРР пропонував (не чекаючи військових дій з більшовиками) розібрати частину залізничних колій на півночі України і запобігти просуванню злюмпенізованих і червоногвардійських загонів до Києва.
28 грудня 1917 року Генеральний секретаріат утворив Особливий комітет оборони України — Микола Порш, Симон Петлюра, Володимир Єщенко.
Стояв на випуску власних українських грошей (більшість його пропозицій не була підтримана).
За Української Держави чолив департаментом Міністерства шляхів. У відчаї в телеграмах голодним залізничникам писав: «Жахи голоду насунулися. Кількість випадків голодної смерті в армії і серед населення зростає з неймовірною швидкістю. Транспорт швидко руйнується», закликав «на подвиг жертви для порятунку країни і свободи, пришвидшити ремонт паровозів, вагонів, пришвидшити їх обіг наскільки це можливо за рахунок сили і свого здоров'я», «Товариші залізничники, допоможіть врятувати країну! Прошу вивісити цю телеграму у всіх кімнатах чергового, конторах, паровозних кондукторських бригад і скрізь на значних місцях».
Його заклики не дали результатів. Не знаходячи виходу з ситуації, що склалася, подав у відставку.
Подальша доля невідома.